# Xã Deerfield, Quận Ross, Ohio
Xã Deerfield (tiếng Anh: Deerfield Township) là một xã thuộc quận Ross, tiểu bang Ohio, Hoa Kỳ. Năm 2010, dân số của xã này là 1.058 người.